# Sui Ishida
Sui Ishida (jap. 石田 スイ Ishida Sui; ur. 28 grudnia 1986 w prefekturze Fukuoka) – japoński mangaka, znany przede wszystkim z mang Tokyo Ghoul i Choujin X.

## Biografia
Ishida najbardziej znany jest z serii dark fantasy Tokyo Ghoul, która ukazywała się w latach 2011–2014 w magazynie „Shūkan Young Jump” wydawnictwa Shūeisha, a następnie została zaadaptowana na light novel i serial anime w 2014 roku. W 2015 roku manga znalazła się na szczycie listy bestselerów dziennika The New York TImes. Krótki prequel zatytułowany Tokyo Ghoul [Jack] był wydawany cyfrowo w magazynie „Jump Live” w 2013 roku. W 2014 roku Ishida rozpoczął prace na sequelem zatytułowanym Tokyo Ghoul:re, który w marcu 2018 został także zaadaptowany na anime. Do stycznia 2018 mangi z franczyzy Tokyo Ghoul rozeszły się w nakładzie ponad 34 milionów egzemplarzy.
W 2016 roku Ishida stworzył 69-stronicową mangę typu one-shot, opartą na serii Hunter × Hunter autorstwa Yoshihiro Togashiego. Przedstawiona w niej historia opowiada o przeszłości postaci Hisoki. Manga została wydana 2 czerwca 2016 w magazynie internetowym „Shōnen Jump+”.
10 maja 2021 Ishida rozpoczął nową mangę zatytułowaną Choujin X, która ukazuje się w magazynie internetowym „Tonari no Young Jump”.

## Twórczość

### Manga
- Tokyo Ghoul (2011–2014)[1]
- Tokyo Ghoul [Jack] (2013)[4]
- Tokyo Ghoul: Joker (2014)
- Tokyo Ghoul:re (2014–2018)[9]
- Hunter × Hunter: Hisoka no kako (2016)[7]
- 1-nichi go ni shinu Gorilla (2021)
- Choujin X (od 2021)[8]

### Light novel
- Tokyo Ghoul (2013–2014)
- Tokyo Ghoul:re[quest] (2016)
- JACKJEANNE-Summer Drama- (2021)

## Nagrody i nominacje
| Rok  | Nagroda              | Kategoria       | Nominacja   | Rezultat   | Źródło |
| ---- | -------------------- | --------------- | ----------- | ---------- | ------ |
| 2016 | 2. Sugoi Japan Award | Najlepsza manga | Tokyo Ghoul | 2. miejsce | [ 10 ] |
| 2018 | 30. Nagroda Harveya  | Najlepsza manga | Tokyo Ghoul | Nominacja  | [ 11 ] |